# Plegaderus setulosus
Plegaderus setulosus är en skalbaggsart som beskrevs av Ross 1938. Plegaderus setulosus ingår i släktet Plegaderus och familjen stumpbaggar. Inga underarter finns listade i Catalogue of Life.